# Kassem (langue)
Le kassem, aussi appelé kasim ou kasséna, est une langue grusi parlée par environ 277 000 personnes dans le nord-est du Ghana (149 000 personnes en 2013) et au Burkina Faso (128 000 personnes en 2021). C’est la langue des Kassénas.

## Écriture
Le kassem s'écrit avec l'alphabet latin. L'orthographe utilisée au Ghana diffère légèrement de celle utilisée au Burkina Faso.

### Burkina Faso
| Alphabet (Burkina Faso) | Alphabet (Burkina Faso) | Alphabet (Burkina Faso) | Alphabet (Burkina Faso) | Alphabet (Burkina Faso) | Alphabet (Burkina Faso) | Alphabet (Burkina Faso) | Alphabet (Burkina Faso) | Alphabet (Burkina Faso) | Alphabet (Burkina Faso) | Alphabet (Burkina Faso) | Alphabet (Burkina Faso) | Alphabet (Burkina Faso) | Alphabet (Burkina Faso) | Alphabet (Burkina Faso) | Alphabet (Burkina Faso) | Alphabet (Burkina Faso) | Alphabet (Burkina Faso) | Alphabet (Burkina Faso) | Alphabet (Burkina Faso) | Alphabet (Burkina Faso) | Alphabet (Burkina Faso) | Alphabet (Burkina Faso) | Alphabet (Burkina Faso) | Alphabet (Burkina Faso) | Alphabet (Burkina Faso) | Alphabet (Burkina Faso) | Alphabet (Burkina Faso) | Alphabet (Burkina Faso) | Alphabet (Burkina Faso) | Alphabet (Burkina Faso) |
| ----------------------- | ----------------------- | ----------------------- | ----------------------- | ----------------------- | ----------------------- | ----------------------- | ----------------------- | ----------------------- | ----------------------- | ----------------------- | ----------------------- | ----------------------- | ----------------------- | ----------------------- | ----------------------- | ----------------------- | ----------------------- | ----------------------- | ----------------------- | ----------------------- | ----------------------- | ----------------------- | ----------------------- | ----------------------- | ----------------------- | ----------------------- | ----------------------- | ----------------------- | ----------------------- | ----------------------- |
| A                       | Ǝ                       | B                       | C                       | D                       | E                       | Ɛ                       | F                       | G                       | H                       | I                       | Ɩ                       | J                       | K                       | L                       | M                       | N                       | Ny                      | Ŋ                       | O                       | Ɔ                       | P                       | R                       | S                       | T                       | U                       | Ʋ                       | V                       | W                       | Y                       | Z                       |
| a                       | ǝ                       | b                       | c                       | d                       | e                       | ɛ                       | f                       | g                       | h                       | i                       | ɩ                       | j                       | k                       | l                       | m                       | n                       | ny                      | ŋ                       | o                       | ɔ                       | p                       | r                       | s                       | t                       | u                       | ʋ                       | v                       | w                       | y                       | z                       |

Le e culbuté majuscule est habituellement représenté avec la forme ‹ Ǝ › ainsi dans le Guide d'orthographe Kasɩm, 2005, comme c’est l’usage dans les orthographes d’autres langues au Burkina Faso. Cependant certaines publications, comme le dictionnaire Kassem, utilisent ‹ Ə ›.
Les polygrammes ‹ ny nw ŋw chw › sont utilisés.
Les voyelles longues sont indiqués par le doublement de la voyelle : ‹ aa əə ee ɛɛ ii oo ɔɔ uu ›.
Les tons ne sont pas indiqués, excepté pour quatre particules grammaticales, par exemple ‹ á › « vous », ‹ dɩ́ › « nous », ‹ nɔ́ɔ › « exactement », ‹ wʋ́ › marquant le futur affirmatif.

### Ghana
| Alphabet (Ghana) | Alphabet (Ghana) | Alphabet (Ghana) | Alphabet (Ghana) | Alphabet (Ghana) | Alphabet (Ghana) | Alphabet (Ghana) | Alphabet (Ghana) | Alphabet (Ghana) | Alphabet (Ghana) | Alphabet (Ghana) | Alphabet (Ghana) | Alphabet (Ghana) | Alphabet (Ghana) | Alphabet (Ghana) | Alphabet (Ghana) | Alphabet (Ghana) | Alphabet (Ghana) | Alphabet (Ghana) | Alphabet (Ghana) | Alphabet (Ghana) | Alphabet (Ghana) | Alphabet (Ghana) | Alphabet (Ghana) | Alphabet (Ghana) | Alphabet (Ghana) | Alphabet (Ghana) |
| ---------------- | ---------------- | ---------------- | ---------------- | ---------------- | ---------------- | ---------------- | ---------------- | ---------------- | ---------------- | ---------------- | ---------------- | ---------------- | ---------------- | ---------------- | ---------------- | ---------------- | ---------------- | ---------------- | ---------------- | ---------------- | ---------------- | ---------------- | ---------------- | ---------------- | ---------------- | ---------------- |
| A                | B                | Ch               | D                | E                | Ɛ                | F                | G                | I                | J                | K                | L                | M                | N                | Ŋ                | O                | Ɔ                | P                | R                | S                | T                | U                | V                | W                | Y                | Z                |                  |
| a                | b                | ch               | d                | e                | ɛ                | f                | g                | i                | j                | k                | l                | m                | n                | ŋ                | o                | ɔ                | p                | r                | s                | t                | u                | v                | w                | y                | z                |                  |

- digraphes : gw, kw, ny, ch, ŋw, pw